# Qvarnshammar

Qvarnshammar (eg. De Geersfors) är ett före detta järnbruk i Godegårds socken, Motala kommun, Östergötlands län.

## Historia

### 1700- och 1800-talet
De Geersfors bruk anlades vid Godegårdsån år 1756 av Johan Carl De Geers änka Althéa Maria De Geer. De Geer ägde även Godegårds bruk och säteri, och De Geersfors kom att lyda under detta fram till 1873. Den första anläggningen utgjordes av en hammarsmedja för tillverkning av spik och stångjärn.
1775 inköptes Godegårdsgodset av direktören för Ostindiska kompaniet, Jean Abraham Grill. De Geersfors kom att stanna inom släkten Grill fram till 1887.
Under deras tid installerades det första valsverket vid bruket (år 1812). På 1870-talet kom inspektor O.J. Andersson (morfar till senare ägaren Fil. Dr. Sven Fagerberg) till bruket och i början av 1890-talet blev han ägare till De Geersfors bruk och Qvarnshammars smältsmedja. De Geersfors kunde emellertid inte användas som firmanamn på grund av stavningslikheten med det betydligt större järnverket i Degerfors. Därför kom bruksrörelsen att från 1880-talet drivas under firmanamnet Qvarnshammar. Qvarnshammars smältsmedja drevs av O. I. Andersson ända till 1899 då den brann.

### 1900-talet
I början av 1900-talet lades produktionen helt om för att bara infatta tillverkning av armeringsjärn. I samband med detta gjordes också vissa nyinvesteringar. 1941-42 elektrifierades hela bruket och ett nytt, modernt finvalsverk installerades. Redan 1959 var dock finvalsverket omodernt och ersattes då istället med ett helautomatiskt valsverk.
Fastän investeringarna fortsatte under 1960- och 70-talen kom Qvarnshammar fortsättningsvis att vara en jämförelsevis liten anläggning. När Qvarnshammar i början av 1980-talet köptes upp av konkurrenten Halmstads Järnverks AB valde man att lägga ner verksamheten. Våren 1984 var verksamheten avvecklad. Vid denna tid skedde en omfattande samordnad konsolidering av armeringstillverkningen i Sverige med nedläggning av ett flertal enheter.